# Ambulyx ochracea
Ambulyx ochracea es una polilla de la familia Sphingidae.

## Distribución
Vuela en Nepal y Sikkim, India, a través del sur de China a Corea del Sur y Japón y del sur a Tailandia, Taiwán al norte de Vietnam del norte.

## Descripción
Su envergadura de ala es de 85 a 114 mm. 

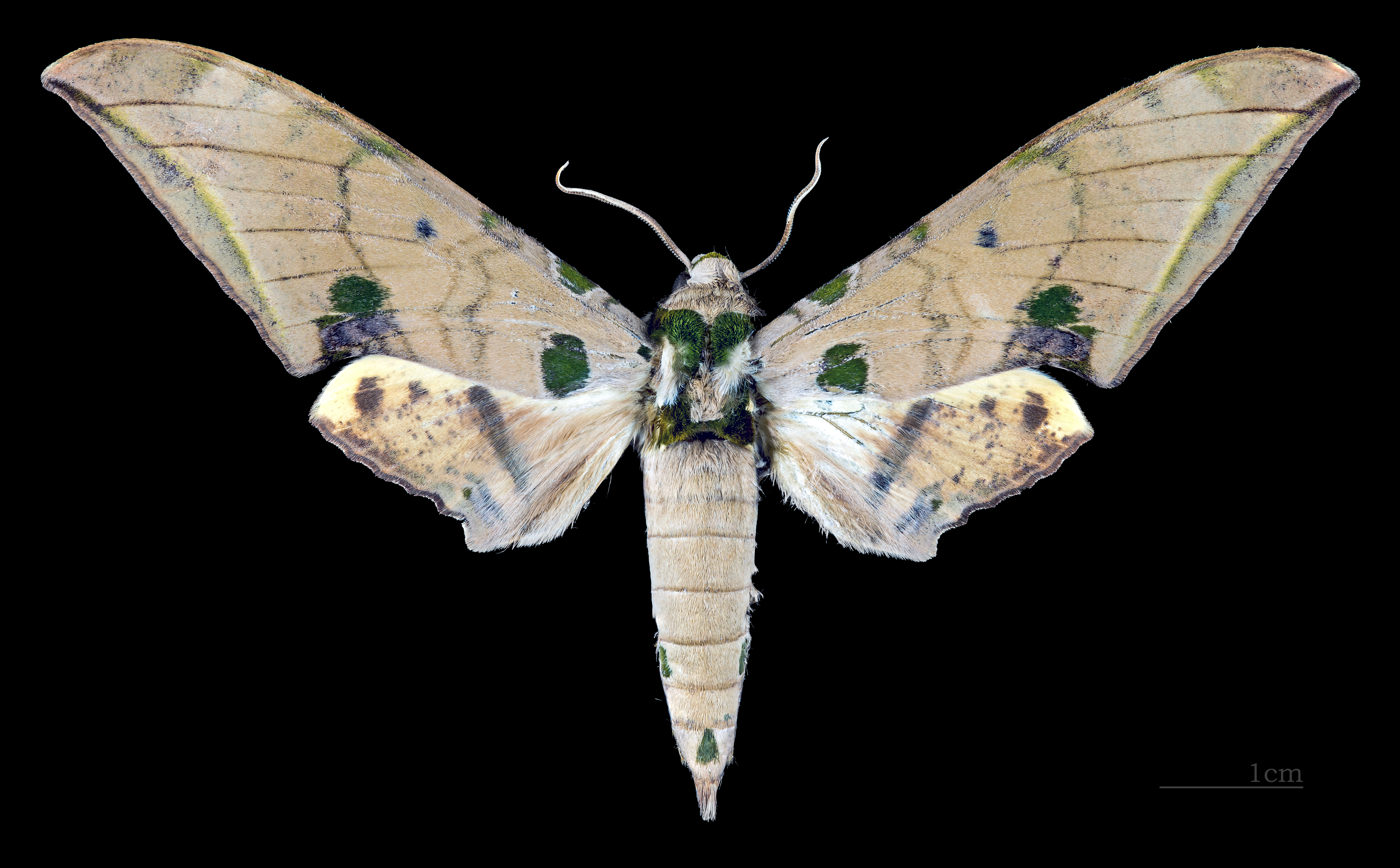
Dorsal macho MHNT
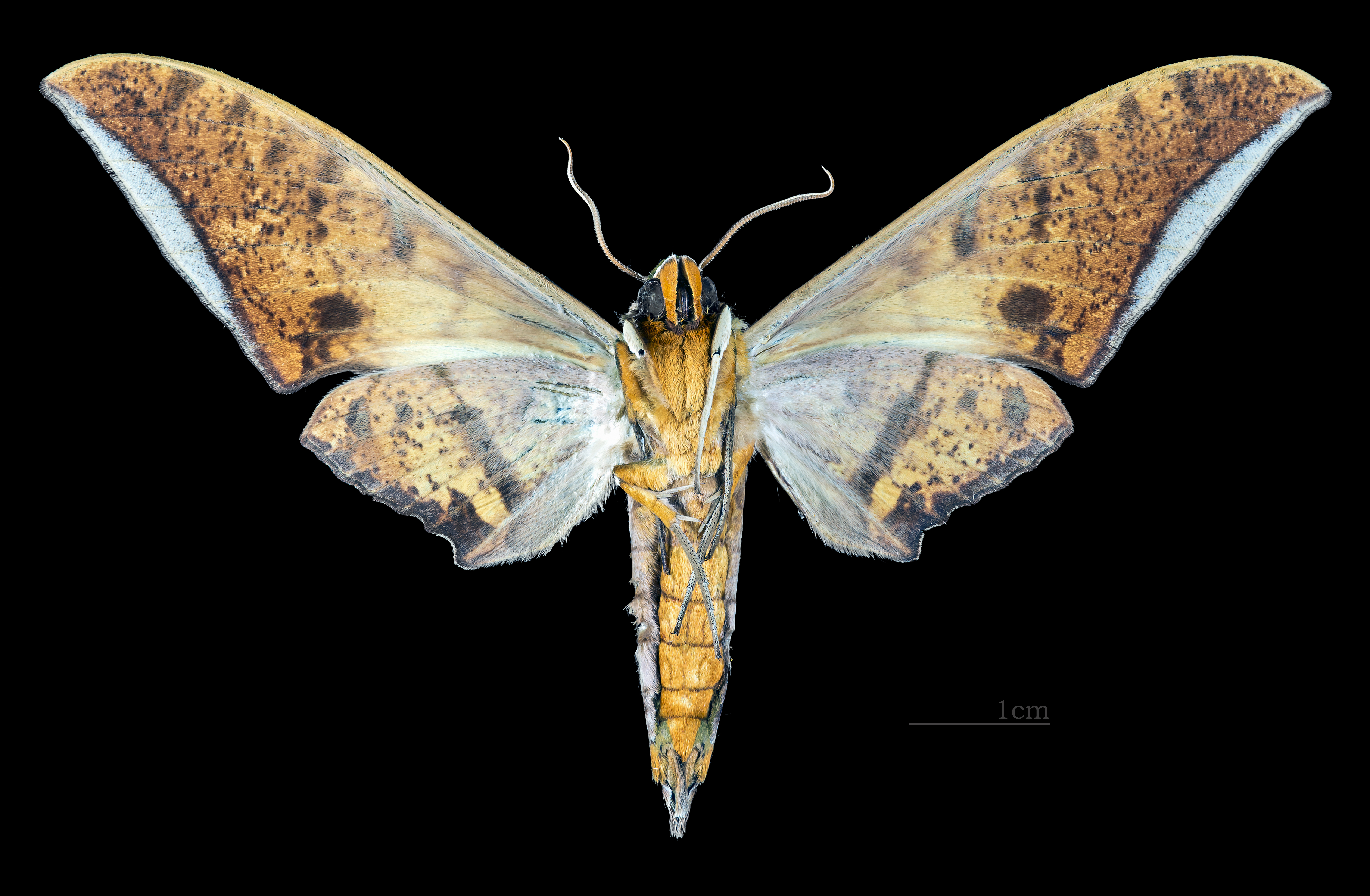
Ventral macho MHNT

## Biología
Los adultos vuelan de finales de abril a mediados de agosto en Corea. Tiene dos generaciones por año, poliVoltinismo.
Las larvas han sido encontradas en Juglans regia en China y Choerospondias fordii en India.